# Indiana Jones and the Emperor's Tomb
Indiana Jones and the Emperor's Tomb is een computerspel, gebaseerd op het personage Indiana Jones. Het spel is ontwikkeld door The Collective en uitgebracht door LucasArts in 2003.

## Plot
Het spel speelt zich af in 1935, net voor Indiana Jones and the Temple of Doom. Indiana Jones is in de jungles van Ceylon op zoek naar een beeldje van Kouru Watu. Hij vindt het beeldje en gaat terug naar China. Daar krijgt hij van Marshall Kai Ti Chan en zijn assistent Mei Ying te horen over het “Hart van de Draak”, een zwarte parel, begraven samen met de eerste keizer van China, Qin Shi Huangdi. Het beeldje dat Indy heeft gevonden bevat een stukje van de “spiegel der dromen”, een voorwerp dat kan helpen door de tombe van de keizer te navigeren.
Indy vliegt naar een kasteel in Praag om het tweede stuk van de spiegel te bemachtigen, maar wordt daar gevangen door de nazi Von Beck en zijn mannen. Ze nemen hem mee naar Istanboel, waar hij wordt bevrijd door Mei Ying. Ze vertelt hem dat Kai onder 1 hoedje speelt met de nazi’s om de spiegel en het hart van de draak zelf in handen te krijgen. Samen reizen ze af naar het Golden Lotus Operahuis in Hongkong, alwaar Wu Han (een personage uit Indiana Jones and the Temple of Doom) zich bij hen voegt. Mei Ying wordt gevangen door Kai en meegenomen naar diens privé-eiland. Indy en Wu Han achtervolgen hem in een jonk.
Indy komt in Duits onderzeeërdok en ontdekt daar dat Kai en Von Beck een overeenkomst hadden. Von Beck is niet geamuseerd dat Kai Indiana Jones erbij heeft gehaald.
Indy bereikt de top van Penglai Mountain, de zijkant van Black Dragon Fortress, waar hij Mei Ying vindt. Indy doodt haar bewakers. Vervolgens daalt hij af in de tempel van Kong Tien, waar hij een magische Chinese boemerang vindt, genaamd de Pa Cheng. Indy ontdekt Kai, die de spiegel in elkaar aan het zetten is en Mei Ying wil offeren aan de demon Kong Tien. Indy bevrijdt haar en ontsnapt met de spiegel naar de tombe van de keizer. Diep in de tombe wordt Indy achternagezeten door Von Beck met een graaftank. Indy weet te ontsnappen en Von Beck stort met de tank de diepte in. Verder in de tombe ontdekt Indy een poort naar de onderwereld.
Na een onderwereldversie van de Chinese Muur te zijn overgestoken, vindt Indy Huangdi’s crypte en het Hart van de Draak. Zodra Indy het hart pakt, ontwaakt het lichaam van de keizer. Kai, die Indy is gevolgd, steelt de parel en gebruikt zijn kracht om een draak op te roepen. Dankzij de Pa Cheng kan Indy de parel terug veroveren en de draak commanderen om Kai te doden.
Terug in Hongkong herinnert Wu Han Indy eraan dat hij ook nog een klus moet afhandelen voor Lao Che, namelijk het vinden van de overblijfselen van Nurhaci. Dit leidt tot de gebeurtenissen uit Temple of Doom.

## Muziek
De muziek van het spel werd gecomponeerd door Clint Bajakian. Verder is in het spel The Raiders March van John Williams verwerkt. In totaal werd 35 minuten aan muziek opgenomen door een orkest in de Bastyr University Chapel.